# Confessione di un commissario di polizia al procuratore della repubblica
Confessione di un commissario di polizia al procuratore della repubblica (bra: Confissões de um Comissário de Polícia ao Procurador da República) é um filme italiano de 1971, do gênero drama policial, dirigido por Damiano Damiani, com roteiro de Fulvio Gicca Palli, Salvatore Laurani e do próprio Damiani e trilha sonora de Riz Ortolani.
No Brasil, foi lançado em VHS como Confissões de um Comissário de Polícia.

## Sinopse
Na Sicília, um comissário de polícia e um procurador da justiça investigam o envolvimento do governo e da máfia num atentado. 

## Elenco
- Franco Nero ....... Traini
- Martin Balsam ....... comissário Bonavia
- Marilù Tolo ....... Serena Li Puma
- Claudio Gora .......  Promotor Malta
- Luciano Catenacci ....... Ferdinando Lomunno
- Giancarlo Prete .......  Giampaolo Rizzo
- Arturo Dominici ....... advogado Canistraro
- Michele Gammino ....... Gammino
- Adolfo Lastretti ....... Michele Li Puma
- Nello Pazzafini ....... Prisioneiro
- Calisto Calisti ....... um mafioso
- Wanda Vismara ....... empregada de Traini
- Adele Modica ....... Lina Paladino – amante de Bonavia
- Dante Cleri .......  Usher
- Roy Bosier ....... Giuseppe Lasciatelli